# شرور (فیلم ۱۹۷۹)
شرور (به انگلیسی: The Villain) فیلمی به کارگردانی هل نیدهام، نویسندگی رابرت جی. کین و تهیه‌کنندگی مورت انگلبرگ محصول سال ۱۹۷۹ میلادی است.

## بازیگران
- کرک داگلاس as Cactus Jack
- آن مارگرت as Charming Jones
- آرنولد شوارتزنگر as Handsome Stranger
- استروتر مارتین as Parody Jones
- پل لایندن as Nervous Elk
- جک ایلام as Simpson
- مل تیلیس as Telegraph Agent
- روت بوزی as Damsel in Distress
- فوستر بروکز as Bank Clerk